# Saint-Samson (Calvados)
Saint-Samson ist eine französische Gemeinde mit 313 Einwohnern (Stand: 1. Januar 2022) im Département Calvados in der Region Normandie; sie gehört zum Arrondissement Lisieux und zum Kanton Troarn. Die Einwohner werden Saint-Samsonnais genannt.

## Geographie
Saint-Samson liegt etwa 14 Kilometer östlich von Caen am Dives, der die Gemeinde im Westen begrenzt. Umgeben wird Saint-Samson von den Nachbargemeinden Basseneville im Norden und Nordosten, Hotot-en-Auge im Osten und Südosten, Saint-Pierre-du-Jonquet im Süden sowie Troarn im Westen.

## Bevölkerungsentwicklung
| Jahr      | 1962 | 1968 | 1975 | 1982 | 1990 | 1999 | 2006 | 2013 | 2019 |
| Einwohner | 196  | 189  | 200  | 211  | 317  | 322  | 348  | 322  | 313  |

Quelle: INSEE

## Sehenswürdigkeiten
- Kirche Saint-Samson aus dem 17. Jahrhundert

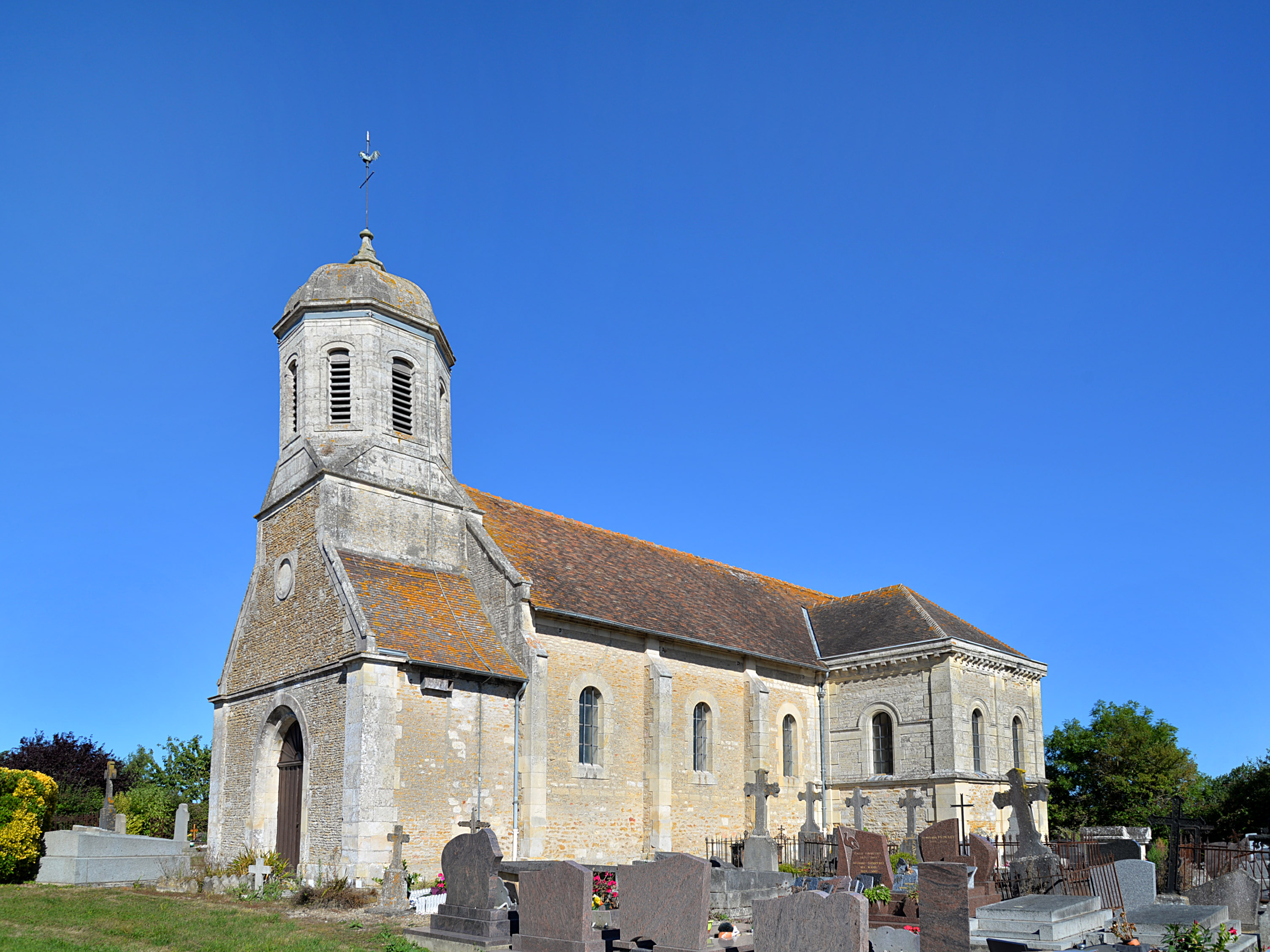
Kirche Saint-Samson

- Schloss Gassard
- Herrenhaus La Brousse
- Salzwiesen des Dives

## Persönlichkeiten
- Gaston Sébire (1920–2001), Maler